# Лысуха
Лысу́ха, или лы́ска (лат. Fulica atra) — небольшая водоплавающая птица семейства пастушковых, широко распространённая на обширной территории Евразии, Северной Африки и Австралии. В пределах ареала хорошо узнаваема по белому клюву и белой кожистой бляхе на лбу. Местные названия лысухи: кашкалдак (в Нижнем Поволжье, Казахстане, и в Азербайджане), качкалдак (на Кавказе и в Туркменистане).
На юго-западе Испании и в Марокко можно встретить схожий вид лысух — хохлатую (лат. Fulica cristata); у последней поверх бляхи имеются два красных кожистых шарика. Большую часть времени лысухи проводят на воде, чем отличаются от других пастушковых.

## Описание

### Внешний вид
Птица величиной со среднюю утку — её длина составляет 36—38 см, размах крыльев 60—70 см, а вес 500—1000 г. Некоторые экземпляры могут достигать 1500 г.. Телосложение плотное; туловище слегка приплюснуто с боков. Оперение головы, шеи и верхней части туловища тёмно-серое или чёрное, матовое, с сероватым отливом на спине. Грудь и брюхо немного более светлые — дымчато-серые. Как и у родственной камышницы, на лбу имеется хорошо заметная кожистая бляха (благодаря которой птица и получила своё русское название), однако в отличие от последней она у взрослых птиц белоснежно-белая, а не красная. Клюв также белого цвета, небольшой, острый, сжатый по бокам. Радужная оболочка глаз ярко-красная. Хвост короткий, состоит из мягких перьев. Ноги желтоватые либо оранжевые, с короткой серой плюсной и длинными серыми пальцами. Плавательные перепонки на пальцах отсутствуют, однако по бокам имеются фестончатые лопасти, благодаря которым птицы уверенно чувствуют себя на воде. Половой диморфизм выражен слабо — самцы выглядят несколько крупнее и темнее, с более крупной бляхой на лбу. Молодые птицы в целом буроватые, с серым брюхом и светло-серым горлом.
В редких случаях лысухи создают пары с камышницами, в результате чего гибридное потомство обладает морфологическими и поведенческими признаками обоих видов. По наблюдениям голландских учёных, у полу-лысух — полу-камышниц бляха на лбу оранжевого цвета; строение ног схожее с лысухой, однако меньшего размера и по цвету пальцев больше напоминают камышниц. Хвост гибрида похож на хвост камышницы.
Подъёмная сила коротких крыльев лысухи мала, и её тяжёлое тело может подняться в воздух, даже против сильного ветра, только при условии предварительного разгона по воде.

### Голос
Диапазон звуков относительно широкий и заметно различается у самцов и самок. Тем не менее, в отличие от многих других видов, лысухи не используют звуковых сигналов при ухаживании или помечании гнездовой территории. Самка кричит громко и звонко — что-то вроде «тьек-тьек». Крик самца, как правило, более тихий и глухой, с преобладанием шипящих звуков.

## Распространение

### Ареал

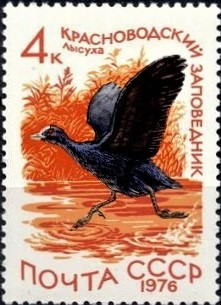
Почтовая марка СССР. 1976 г. Красноводский заповедник

Лысуха гнездится на обширной территории Евразии от Атлантического океана до Тихого океана, а также в Северной Африке, Папуа-Новой Гвинее, Австралии и Новой Зеландии. В Европе распространена почти повсеместно, за исключением высокогорных районов и северной Скандинавии. В Норвегии и Швеции встречается на север до 66°, в Финляндии до 64° северной широты. В Гренландии, Исландии, Лабрадоре, Шпицбергене и на Фарерских островах отмечены лишь единичные залёты.
В Европейской части России северная граница ареала проходит вдоль 57°-58° широты через Карельский перешеек, южный берег Ладожского озера, Кировскую и Пермскую области. В Сибири обитает на всём протяжении с запада на восток, однако в зону тайги заходит недалеко и в небольшом количестве. Основные места обитания в этом регионе — водоёмы степной и лесостепной зоны Южной Сибири. На северо-востоке достигает бассейна реки Лены, где гнездится вплоть до 64° северной широты. На российском Дальнем Востоке обитает в бассейне Амура и на Сахалине.
В Азии также гнездится в Казахстане и Средней Азии, Северном Иране, Северном Афганистане, Северном Пакистане, Индии и Бангладеш. В Африке гнездовья расположены вдоль северного побережья между Марокко и Тунисом, а также на Канарах. Распространена в Австралии, Новой Зеландии и в Папуа-Новой Гвинее. Небольшая популяция обнаружена на острове Ява.

### Миграции

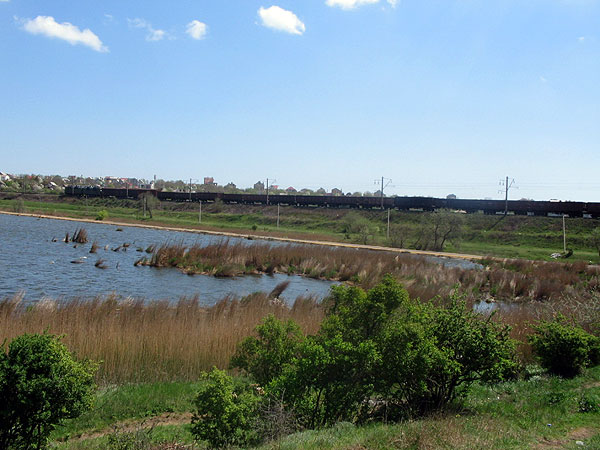
Типичное место обитания лысухи — поросший травой лиман

Картина миграции у лысух относительно сложная, птицы одной и той же популяции могут перемещаться по разным направлениям. В Западной и Южной Европе, Швеции, Норвегии, Северной Африке, Южной Азии и Австралазии птицы живут оседло либо кочуют на незначительные расстояния. Лысухи Центральной и Восточной Европы являются перелётными. В зимнее время часть из них перемещается в Западную Европу, Переднюю Азию и Ближний Восток — во Францию, Италию, Швейцарию, Германию, Данию, на побережье Средиземного, Чёрного и Каспийского морей, Турцию, Сирию, Израиль. Другая часть летит дальше и зимует в Африке — на севере в пустынных оазисах Марокко и Алжира, долине Нила в Египте и Северном Судане, Сенегале, Мали, Нигерии, Нигере и северо-западе Чада. Ещё одна часть останавливается на побережье Персидского залива. Птицы Сибири и Дальнего Востока летят в Индию, Пакистан и страны Юго-Восточной Азии. Весенний перелёт приходится на март-май, осенний на сентябрь-ноябрь. В местах зимовок концентрируются очень большими группами — до нескольких сотен тысяч особей в одном месте.

### Место обитания
Обитает на разнообразных водоёмах с пресной или слабосолёной водой — озёрах, поймах и дельтах рек, лиманах. В период гнездования избегает быстрых потоков, открытой воды и большой глубины; гнездится только на мелководье и при обильной водной растительности — зарослях камыша, рогоза, осоки или тростника. В местах зимовок занимает разнообразные водоёмы, в том числе морские заливы, крупные открытые озёра и водохранилища.

## Размножение

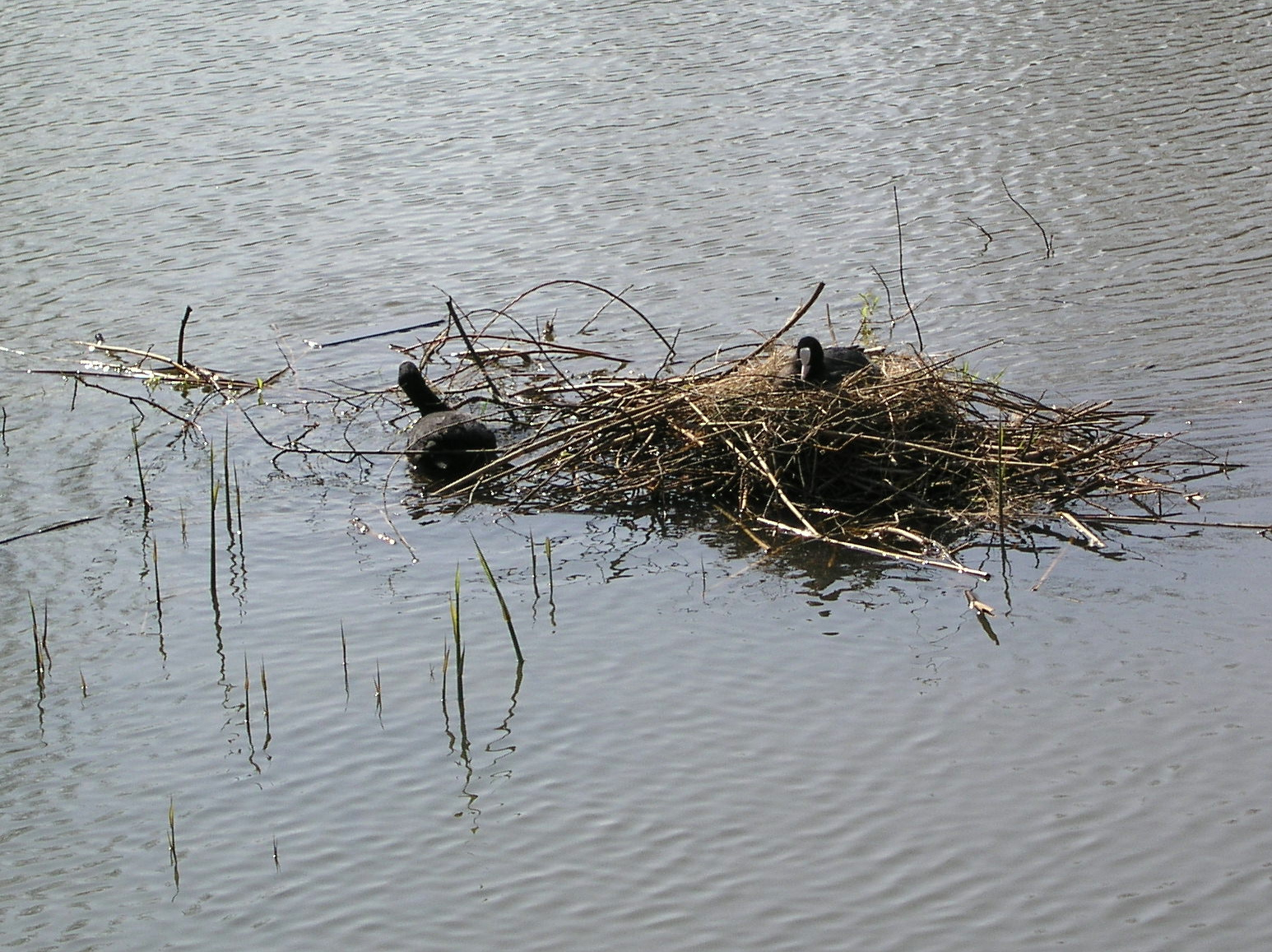
Гнездо лысухи на мелководье

Лысухи моногамны — на одного самца приходится одна самка; пары, по всей видимости, постоянны. Во время весеннего пролёта и в сезон размножения держатся парами. Период размножения зависит от нескольких факторов — у оседлых популяций он может быть связан с дождливым сезоном и несколько меняется из года в год в зависимости от доступности корма. В случае миграции к местам гнездовий птицы прилетают, как правило, позже других водоплавающих птиц, таких как гуси или утки — тогда, когда на плёсах появляются большие участки воды, свободные ото льда. Например, в дельте Волги они появляются в конце февраля — марте, в Чернозёмной зоне, Среднем Поволжье и юге Западной Сибири в первой половине апреля, в Ленинградской области — в середине апреля-середине мая.
С прилётом начинается брачный период, во время которого птицы ведут себя очень активно — быстро плавают; бегают по воде, энергично хлопая крыльями или взлетают на воздух и вскоре опускаются на воду. Во время брачных игр самец и самка с криком стремительно плывут навстречу друг к другу, и, сблизившись вплотную, расходятся в разные стороны либо двигаются дальше вместе в спокойном темпе. При этом лысухи могут кидаться на соседних птиц в стае или даже вступать с ними в драку. Окончательно сформировавшаяся пара ухаживает друг за другом, пощипывая перья.
Гнездо устраивается на воде, посреди густых зарослей тростника, камыша, рогоза, ситника, ежеголовника или другого выступающего из воды растения. Обычно гнездо своим основанием опирается на дно, но также может быть и полностью плавучим, тем не менее хотя бы частично опираясь на растения. Построенное из листьев и стеблей прошлогодних трав, гнездо представляет собой грубую рыхлую кучу, размеры которой варьируются в широких пределах — их высота может составлять от 11 до 20 см, диаметр от 26 до 39 см, а диаметр лотка около 22-23 см. Строят гнездо оба: самец и самка.

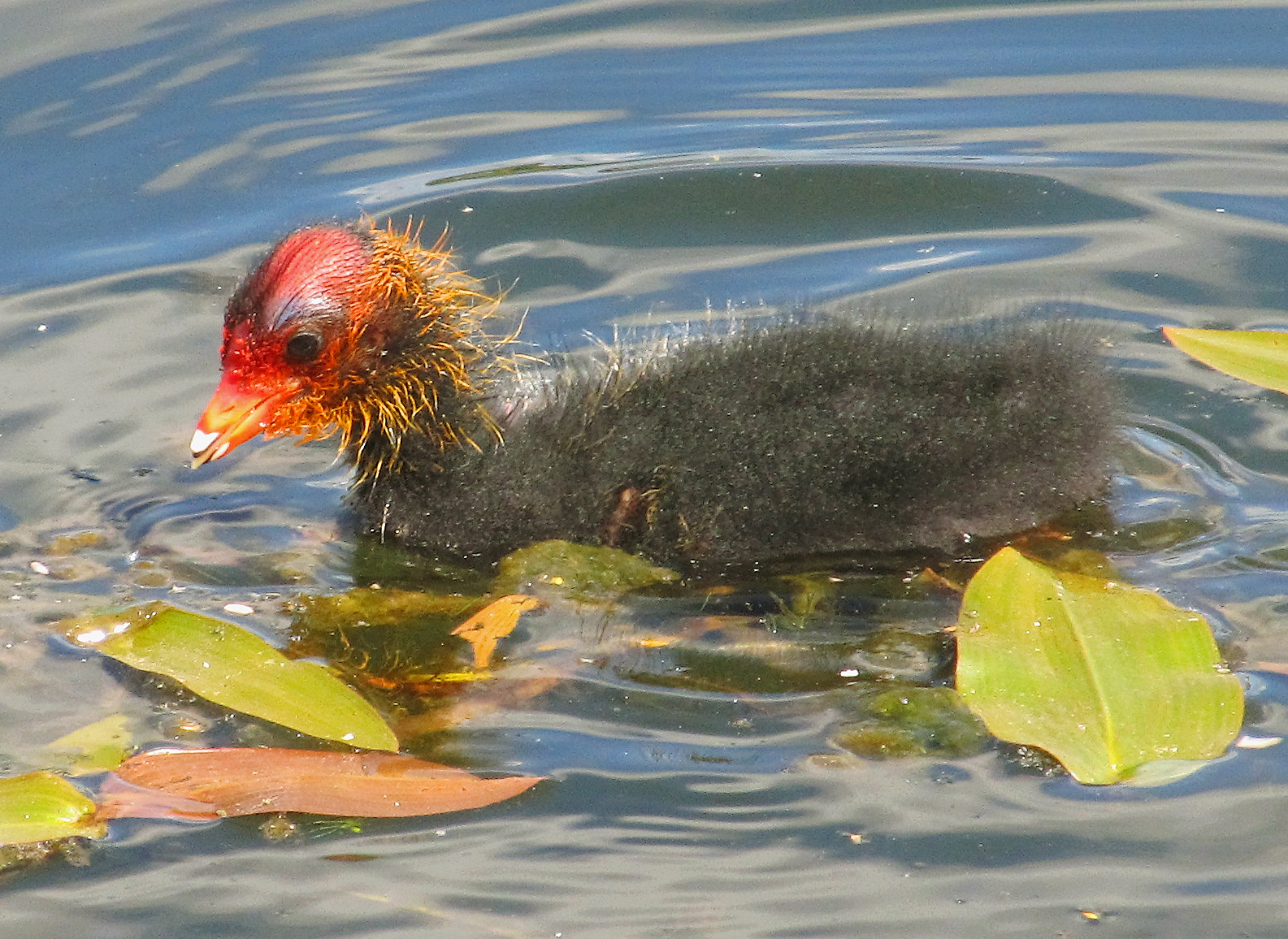
Птенец лысухи

Во время гнездования лысухи очень территориальны и агрессивны — они тщательно охраняют свою территорию от других птиц, в том числе и того же вида. Обычно расстояние между соседними гнёздами составляет от 30 до 60 м, однако в случае большой плотности оно может быть и меньше. В случае появления на границе участка пришельца птицы начинают кричать, принимают угрожающую позу, стремительно плывут навстречу к противнику и нередко даже вступают с ним в драку. Если гнездовой участок граничит с несколькими соседними участками, в драке могут принимать участие до 6-8 птиц одновременно.

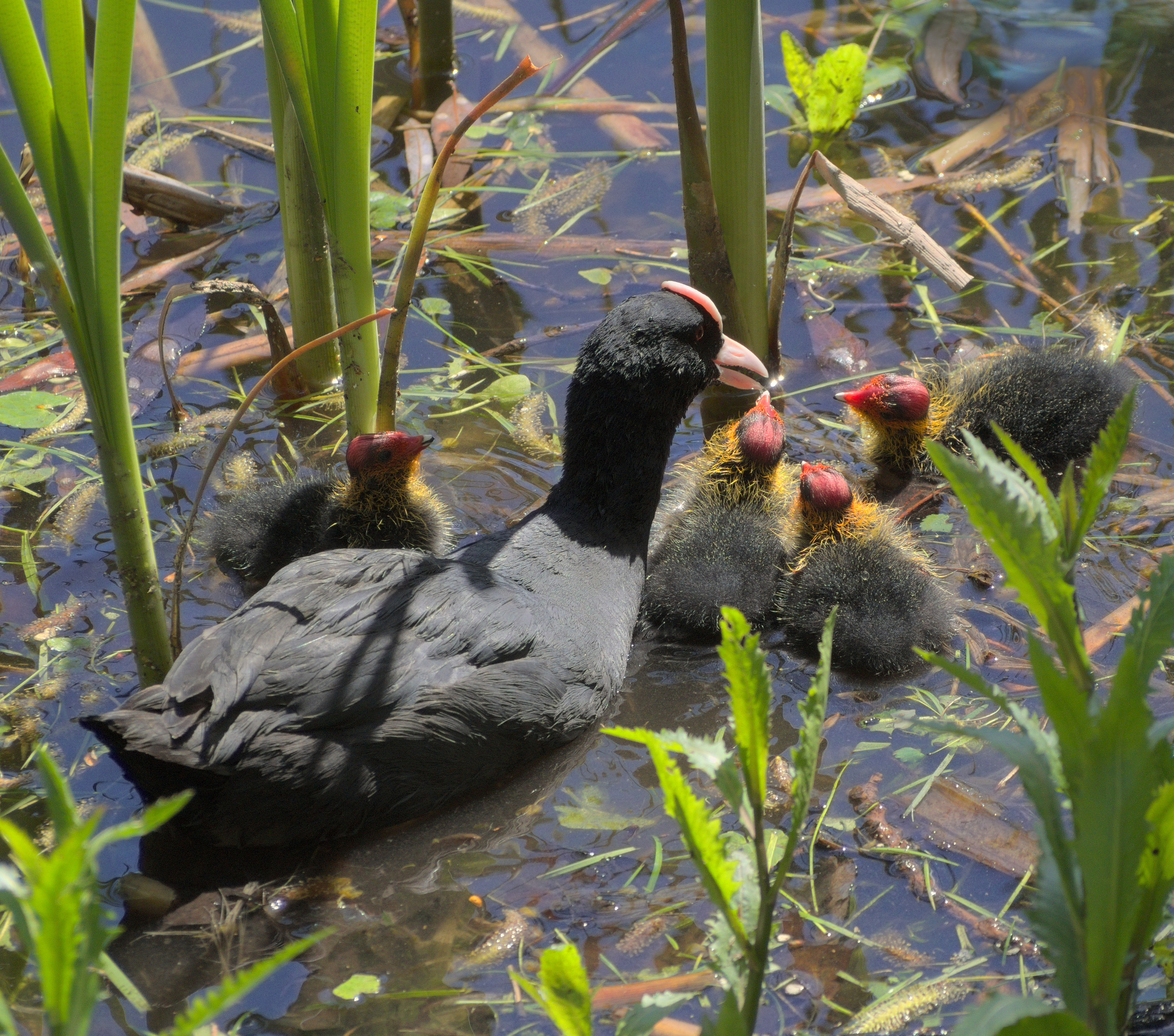
Лысуха с птенцами

За сезон бывает две или даже три кладки яиц — первая из них обычно состоит из 6-16 (обычно 7—12) яиц. Последующие кладки, как правило, меньше. Большое количество яиц в гнезде может свидетельствовать о внутривидовом паразитизме, который встречается у лысух. Если по какой-либо причине первая кладка утрачена, самка способна отложить повторно. Яйца серо-песочного или светло-глинистого цвета, с мелким красно-коричневым краплением и серо-фиолетовыми пятнами, размером (47-57) х (33-39) мм. Насиживают оба родителя, однако самка обычно проводит в гнезде больше времени. Инкубационный период составляет около 22 дней. Птенцы полу-выводкового типа — они покрыты чёрным пухом и через примерно сутки уже выбираются из гнезда, следуя за родителями. Тем не менее, в первые 1,5-2 недели они не в состоянии самостоятельно добывать себе корм. Ночуют птенцы обычно в гнезде, где их обогревают родители. В период размножения птицы стараются вести себя скрытно, прячась в зарослях прибрежной травы. Главные враги птиц в этот период — болотный лунь, орланы, сокол-сапсан, серебристая чайка, чёрная и серая вороны, сорока, реже выдра и норка. Подросшие птенцы начинают летать через 65—80 дней, и с этого времени они становятся полностью самостоятельными. Молодые птицы сбиваются в открытые стаи, которые, в случае миграции, сохраняются до отлёта осенью. У взрослых птиц в этот период происходит послегнездовая линька, и, неспособные летать, они держатся скрытно в зарослях. Половая зрелость лысух наступает на следующий сезон.

## Питание
Основу рациона составляет растительная пища — побеги и плоды водных растений — рдеста (Potamogeton), ряски, перистолистника (Miriophyllum), роголистника (Ceratophyllum), харовых водорослей и пр. Птицы употребляют и животную пищу, однако её объём в общей массе составляет не более 10 %. Охотятся за моллюсками, рыбой, яйцами других водных птиц. Известно, что иногда отнимают пищу у уток и лебедей.
Корм добывают одинаково успешно как на берегу, так и на воде — на мелководье или плёсах. В поисках пищи на открытой воде собирают её на поверхности или под ней, погружая в воду голову, часть туловища или ныряя на глубину до 1—1.5 м.

## Продолжительность жизни
Возраст самой старой известной окольцованной птицы составил 18 лет.

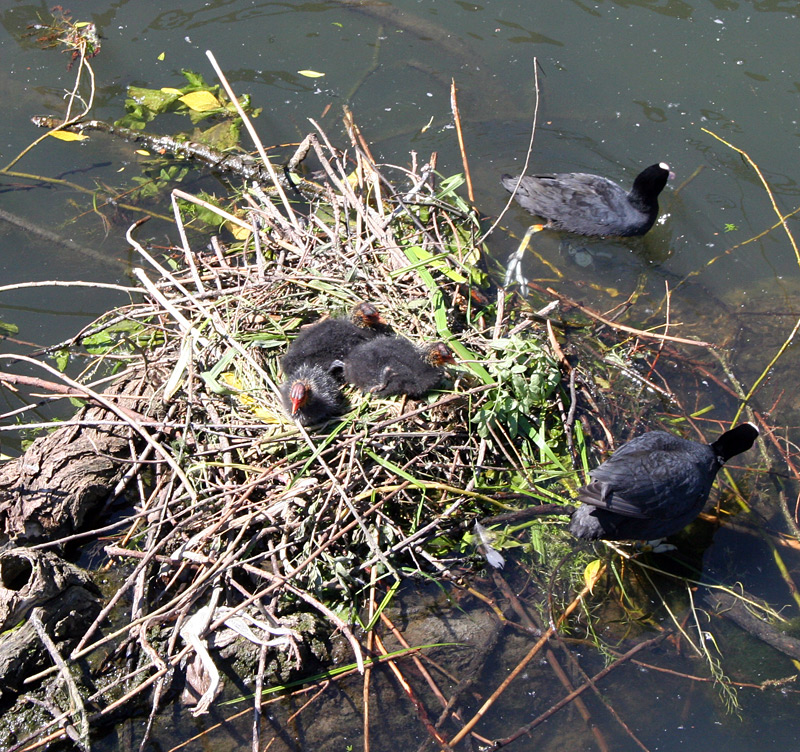
Выводок лысух
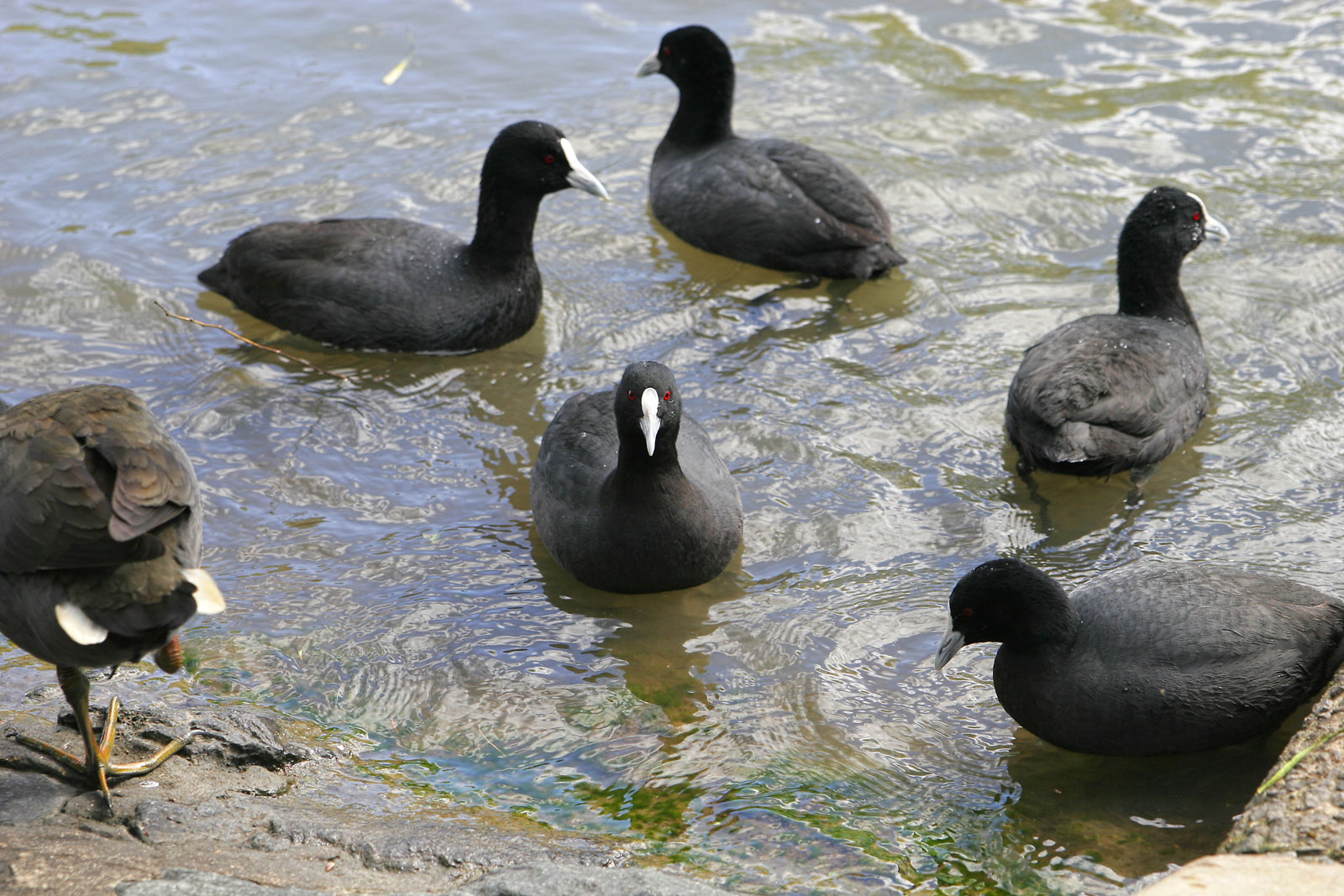
Стая лысух
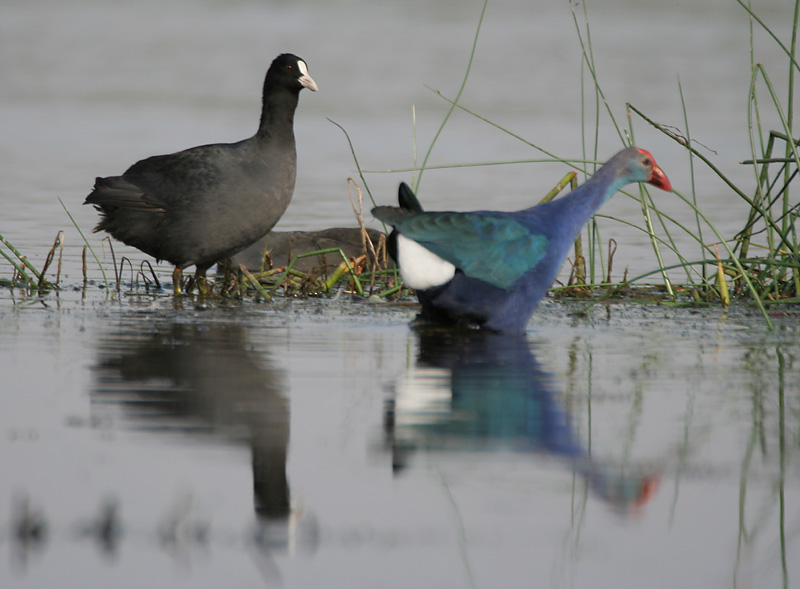
Лысуха и султанка
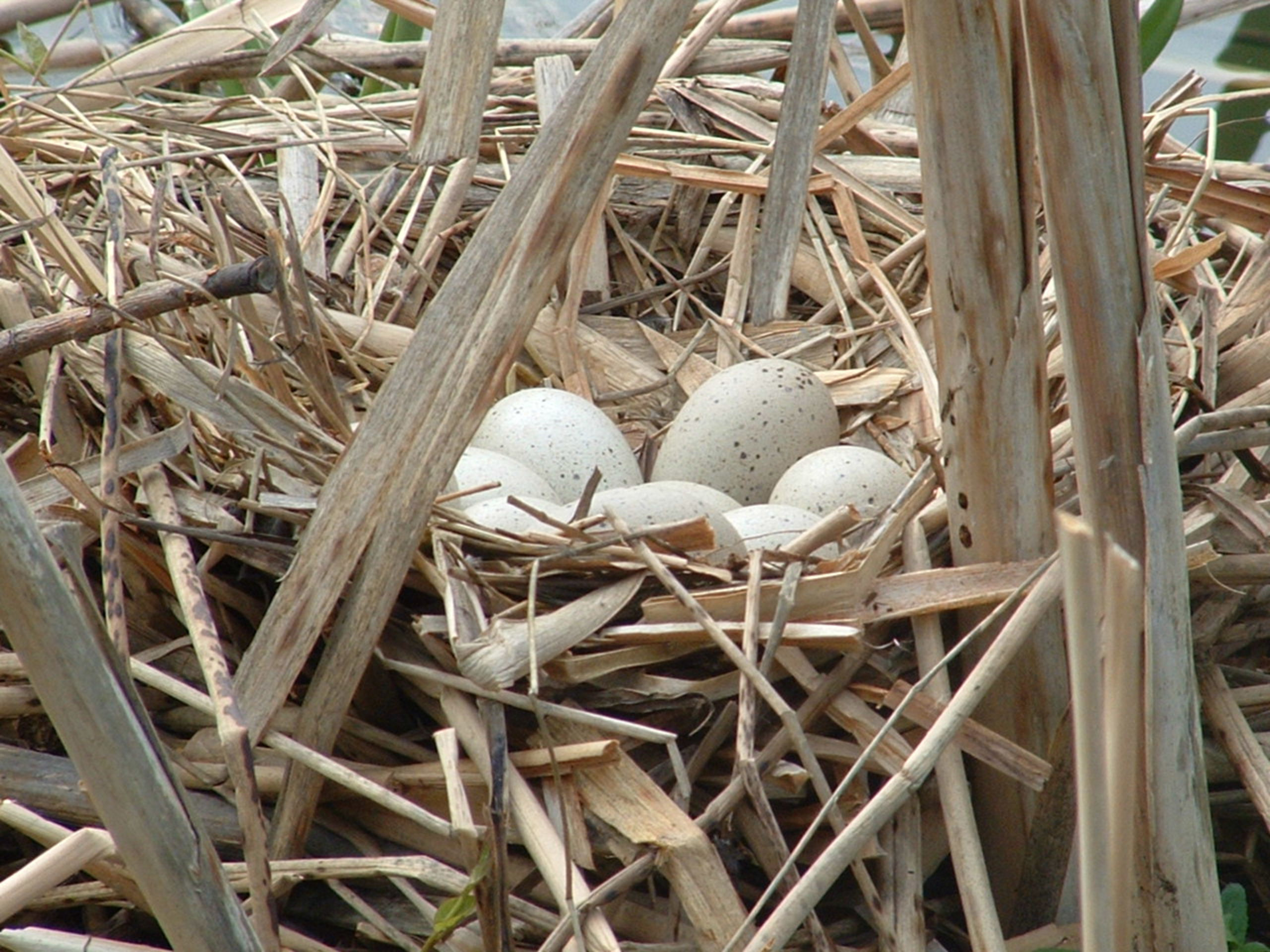
Кладка яиц
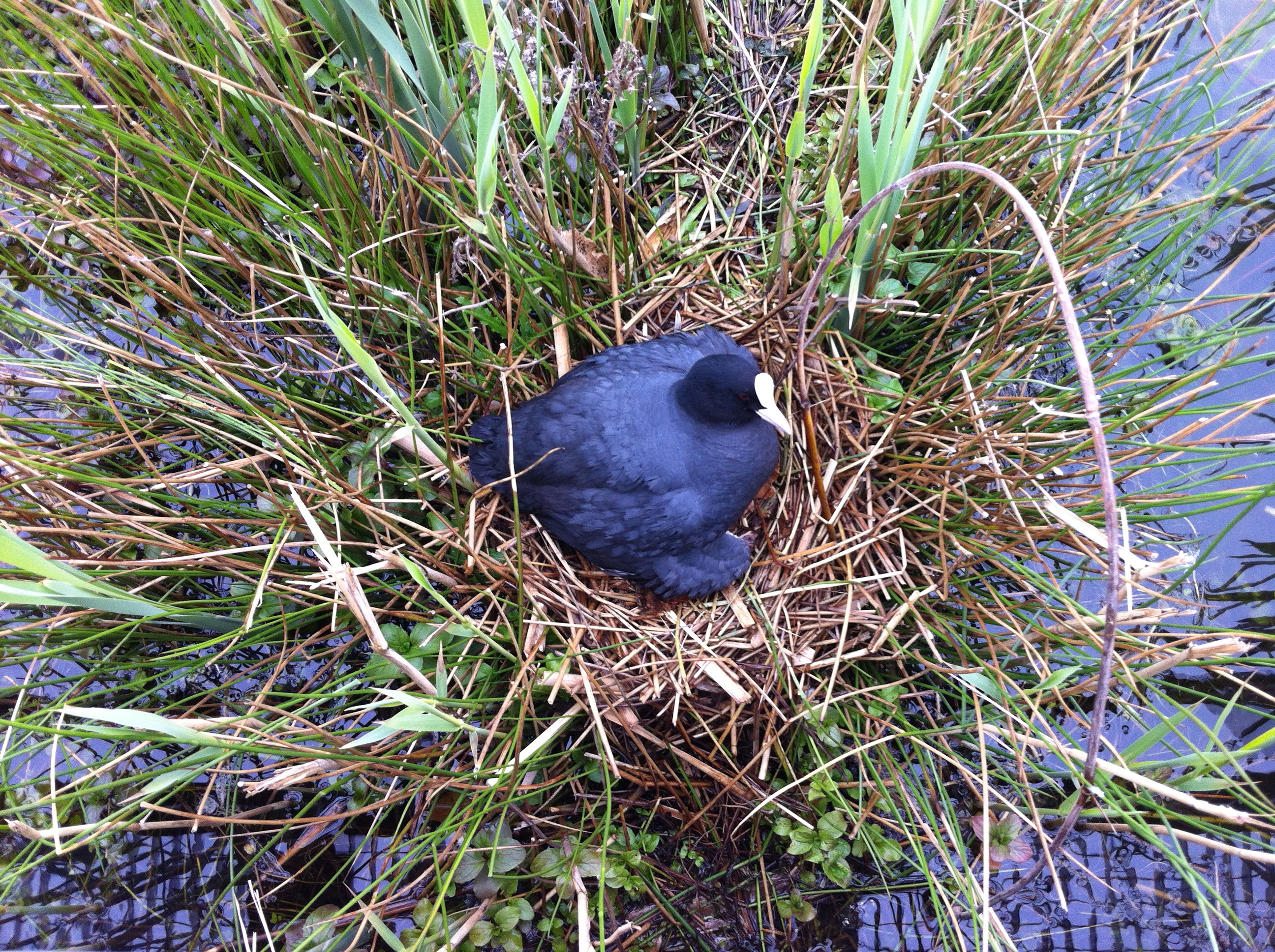
Лысуха в гнезде с птенцами
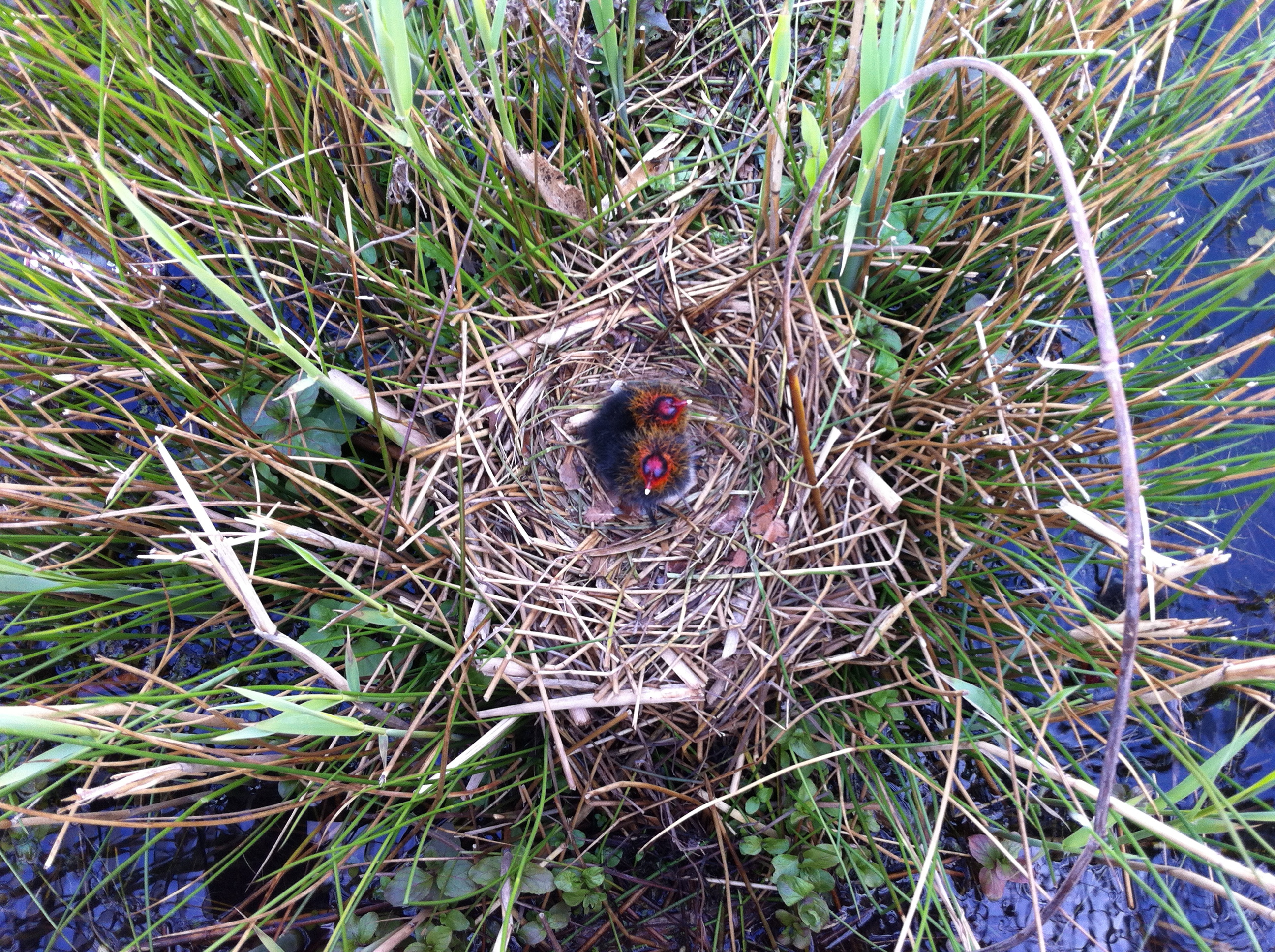
Птенцы в гнезде
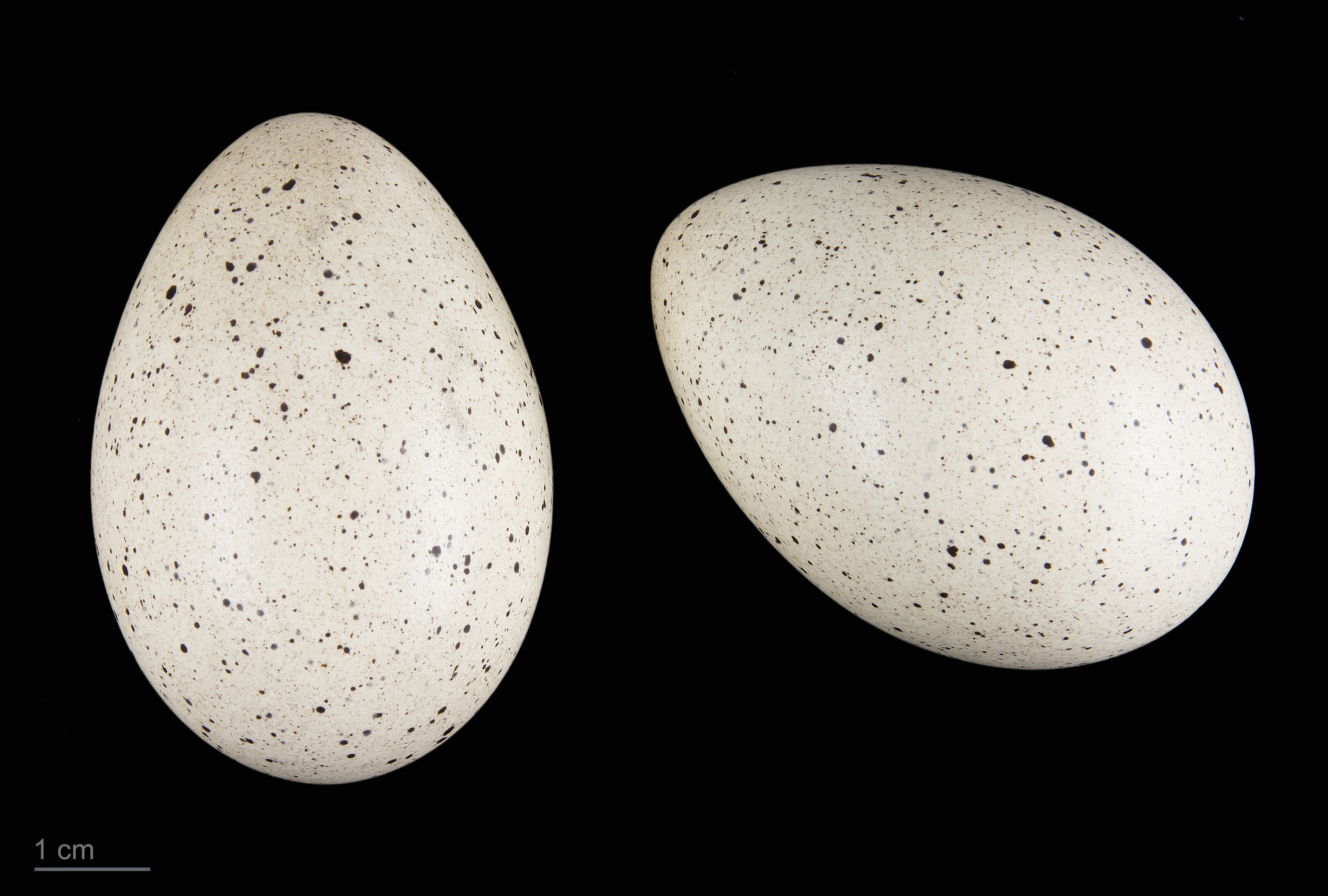
яйцо Fulica atra, Тулузский музей